# Cass County (Missouri)
Cass County is een county in de Amerikaanse staat Missouri.
De county heeft een landoppervlakte van 1.810 km² en telt 82.092 inwoners (volkstelling 2000). De hoofdplaats is Harrisonville.